# Czepiec (Sainte-Croix)
Pour l’article homonyme, voir Czepiec (Poméranie-Occidentale).
Czepiec est une localité polonaise de la gmina de Sędziszów, située dans le powiat de Jędrzejów en voïvodie de Sainte-Croix.